# Phylidonyris
Genre
Phylidonyris est un genre de passereaux méliphages originaire d'Australie.
Il comprend les espèces:
- Phylidonyris pyrrhopterus – Méliphage à croissants
- Phylidonyris novaehollandiae – Méliphage de Nouvelle-Hollande
- Phylidonyris niger – Méliphage fardé